# Cyptochirus distinctus
Cyptochirus distinctus là một loài bọ cánh cứng trong họ Bọ hung (Scarabaeidae).